# رنگینک کلاه‌سرخ
رنگینک سرپوش‌قرمز (نام علمی: Pipra mentalis) نام یک گونه از تیره رنگینک است.